# GSC4778-1380
GSC4778-1380 — хімічно пекулярна зоря спектрального класу A3, що має видиму зоряну величину в смузі V приблизно 10,1.